# Antônio Annibelli
Antônio Annibelli (* 14. Oktober 1911 in São Paulo; † 15. August 1997 in Curitiba) war ein brasilianischer Staatsanwalt und Politiker. Zudem war er Interimsgouverneur von Paraná. Er begründete eine inzwischen 70-jährige Politikerdynastie in Paraná.

## Biografie
Als Sohn von Alberto Annibelli und Francisca Anibelli absolvierte er die Grundschule und das Realgymnasium bis zur vierten Klasse in Santa Maria da Boca do Monte 1931.
Im Jahr 1935 legte er das Examen an der Juristischen Fakultät von Universidade do Paraná als Bacharel em Direito ab.
Schon während der Studienzeit war er für die Staatsanwaltschaft tätig und trat dann in diese ein, nachdem er seine Karriere in Ipiranga und dann in Clevelândia begonnen hatte. In Clevelândia wurde er 1944 zum Stadtpräfekten (Bürgermeister) gewählt.
Seine politische Karriere begann Annibelli mit dem Eintritt in den Partido Trabalhista Brasileiro (PTB), für den er als Abgeordnetenkandidat bei den Wahlen 1950 antrat. Er wurde 1950 in die Legislativversammlung von Paraná gewählt und 1954 und 1958 wiedergewählt. Im Jahr 1962 wurde er in die Abgeordnetenkammer Brasiliens als Bundesabgeordneter für seinen Bundesstaat gewählt.
Als Präsident der Legislativversammlung war er vom 3. April bis 1. Mai 1955 vorübergehend Gouverneur des Bundesstaates Paraná und ersetzte Gouverneur Bento Munhoz da Rocha Neto, als der sich nach einer erfolglosen Vizepräsidentschaftskandidatur bereit erklärte, Landwirtschaftsminister in der Regierung Café Filho zu werden.
1974 trat er nicht mehr zur Wiederwahl an. Stattdessen setzte er sich für die politische Karriere seines Sohnes ein.
Er starb am 15. August 1997 im Alter von 85 Jahren in Curitiba.

## Familie
Antônio Annibelli heiratete die aus einer im Südwesten einflussreichen Familie stammende Jacira Martins, mit der er drei Söhne hatte. Der 1943 geborene Antonio Martins Anibelli (Antonio Annibelli (Filho)) folgte seinem Vater in die Politik, ebenso dessen Sohn Antonio Anibelli Neto (Antonio Annibelli (Neto)).